# Helmut Meinhold
Helmut Meinhold (* 22. November 1914 in Stargard; † 29. August 1994 in Heidelberg) war ein deutscher Wirtschaftswissenschaftler und Politologe.

## Leben
Meinhold war Sohn eines Oberlehrers, der im Ersten Weltkrieg fiel. Seine Mutter heiratete einen Studienrat. Nach Abschluss der Oberrealschule studierte er Nationalökonomie an verschiedenen Hochschulen: von 1933 bis 1934 in Leipzig, bis 1936 in Hamburg und anschließend bis 1939 in Kiel. 1936 erlangte er das Examen zum Diplomvolkswirt, promovierte 1939 zum Doktor der Staatswissenschaften und habilitierte sich dort 1944. Unter dem Regime der Nationalsozialisten wurde Meinhold die Dozentur verweigert.
Meinhold war 1936 in der Marktabteilung des Hamburger Reichsnährstands tätig und wirkte in der Zeit von 1937 bis 1946 am Kieler Institut für Weltwirtschaft als wissenschaftlicher Hilfsarbeiter und Assistent. Während des Zweiten Weltkrieges war er am Krakauer Institut für Deutsche Ostarbeit (IDO) als wissenschaftlicher Mitarbeiter in der Sektion Wirtschaft tätig. Durch seine Mitarbeit am IDO beteiligte sich Meinhold an der verbrecherischen Besatzungspolitik der Nationalsozialisten im Generalgouvernement. Eine direkte Beteiligung lässt sich unter anderem feststellen, als Hans Frank versuchte, die Juden zu „entfernen“, indem das Generalgouvernement gen Osten in Richtung der Pripjetsümpfe ausgedehnt werden sollte. Franks Ökonomen, darunter auch Meinhold, veröffentlichten Artikel, in denen sie die Region als einen geopolitischen Knotenpunkt und als wertvolle Quelle für Torf darstellten, um so Franks Anliegen zu unterstützen. Von 1942 bis 1943 wurde Meinhold im Rahmen des Militärdienstes in Russland und Frankreich eingesetzt. Er wurde aufgrund seiner Verwundung 1943 aus der Wehrmacht entlassen.
Nach dem Krieg kehrte Meinhold an das Institut für Weltwirtschaft in Kiel zurück. Dort lehrte er bis zum Herbst 1946. Er ließ sich beurlauben und wurde Mitglied der Mindener Planungsabteilung des Zentralamtes für Wirtschaft der britischen Zone. Meinhold gehörte  dem bizonalen Verwaltungsamt für Wirtschaft, wo er zuletzt als Ministerialrat tätig war, sowie bis 1952 dem Bundeswirtschaftsministerium in Bonn an. Nach dem Krieg arbeitete er unter anderem mit Ludwig Erhard und Johannes Semmler am Wiederaufbau der deutschen Wirtschaft. Zudem war von 1947 bis 1952 Privatdozent in Frankfurt am Main und Bonn nebenberuflich tätig.
Ab 1952 lehrte Meinhold als ordentlicher Professor an der Universität Heidelberg. Sein Interesse lag auf der Theorie der Wirtschaftspolitik. Er bewertete die Marktwirtschaft als das „am wenigsten schlechteste System“. 1962 wurde er als Professor für wirtschaftliche Staatswissenschaften und als Direktor des Seminars für Wirtschafts- und Sozialpolitik an die Johann-Wolfgang-Goethe-Universität in Frankfurt berufen. 1980 wurde er dort emeritiert.
Seit 1952 war Meinhold Mitglied des wissenschaftlichen Beirats des Bundeswirtschaftsministeriums und wurde 1959 Vorsitzender des Sozialbeirats für die gesetzliche Krankenversicherung  und von 1981 bis 1983 Vorsitzender der Bonner Alterssicherungskommission. Zeitweise übernahm er auch den Vorsitz der Bonner Kommission für die soziale Sicherung der Frau und der Hinterbliebenen.
1965 wurde sein Name bundesweit bekannt, als er den großen Lohnstreit in der Eisen- und Stahlindustrie von Nordrhein-Westfalen schlichtete und eine Einigung zwischen der IG Metall und dem Arbeitgeberverband  herbeiführte. Diese Einigung ging als die „Meinhold-Formel“ in die Lohnpolitik ein. Er war der erste Wissenschaftler, der in einer Tarifverhandlung vermittelte.
Meinhold verfasste unter anderem in Zusammenarbeit mit Hans Achinger, Walter Bogs, Ludwig Neundörfer und Wilfried Schreiber das 4. Kapitel der von der Bundesregierung 1964 veranlassten „Sozialenquête“ mit dem Titel „Wirtschaftspolitische Probleme der sozialen Sicherung“. Zahlreiche seiner Beiträge wurden in wissenschaftlichen Sammelwerken und Fachzeitschriften veröffentlicht.

## Privat
Meinhold war mit seiner Frau Gerda seit 1941 verheiratet. Gemeinsam hatten sie drei Söhne und eine Tochter.

## Publikationen (Auszug)
- Wie stark dürfen die Löhne steigen?, Deutscher Gewerkschaftsbund, Düsseldorf, 1965
- Ökonomische Probleme der sozialen Sicherheit. Vortrag am Institut für Weltwirtschaft an der Universität Kiel, 7. Juni 1978
- Die Vorschläge der Sachverständigenkommission für die soziale Sicherung der Frau und der Hinterbliebenen. Sonderforschungsbereich 3, Mikroanalyt. Grundlagen d. Gesellschaftspolitik, Frankfurt am Main 1981